# (7098) Réaumur
(7098) Réaumur – planetoida z pasa głównego asteroid okrążająca Słońce w ciągu 4 lat i 108 dni w średniej odległości 2,64 j.a. Została odkryta 9 października 1993 roku w Europejskim Obserwatorium Południowym przez Erica Elsta. Nazwa planetoidy pochodzi od René Antoine Ferchaulta de Réaumura (1683–1757), francuskiego naukowca, twórcy skali Réaumura. Przed nadaniem nazwy planetoida nosiła oznaczenie tymczasowe (7098) 1993 TK39.